# Ilex chuguangii
Ilex chuguangii är en järneksväxtart som beskrevs av M.M.Lin. Ilex chuguangii ingår i släktet järnekar, och familjen järneksväxter. Inga underarter finns listade i Catalogue of Life.